# Amphipoea nigrescens
Amphipoea nigrescens là một loài bướm đêm trong họ Noctuidae.